# Радогощь (Брянская область)
Ра́догощь — село в Комаричском районе Брянской области. Входит в состав Лопандинского сельского поселения.
Население — 425 человек (2013 год).

## География
Расположено в 10 км к северу от районного центра — Комаричей, на левом берегу реки Неруссы. Высота над уровнем моря — 138 м.

## История
Напротив современного села, на правом берегу Неруссы, в XI веке существовал укреплённый городок. Позднее здесь же был построен Спасский монастырь, упоминающийся с 1678 года и упразднённый в 1766 году. Монастырские постройки не сохранились. 
В документах Радогощь упоминается с 1498 года. По преданию, уже в XVI веке здесь существовали железоделательные и оружейные мастерские. С конца XVI века по XVIII век село было центром Радогощского стана Комарицкой волости. В первой половине XVII века здесь находился острожек. С 1628 года в селе упоминается деревянная Успенская церковь, заменённая в 1787 году на каменную.
До середины XVII века жители Радогощи и других селений Комарицкой волости были дворцовыми крестьянами, т.е. принадлежали лично московскому царю и царской семье. С середины XVII века до начала XVIII века жители села находились в подчинении Севского разряда — военно-административного образования, созданного для обороны южных рубежей Русского государства. Местные жители были обязаны нести различные воинские повинности. 
В начале XVIII века Пётр I подарил графу А. И. Ушакову в Комарицкой волости обширное имение, включавшее село Радогощь. Таким образом, граф Ушаков стал первым радогощским помещиком, а местные крестьяне на полтора века оказались в крепостной зависимости. После смерти Ушакова в 1747 году село перешло во владение к его дочери Екатерине и её мужу — графу П. Г. Чернышёву. После смерти Е. А. Чернышёвой в 1779 году владелицей села стала её дочь — Н. П. Голицына (1741—1837), прототип «Пиковой дамы» А. С. Пушкина. Получив имение, Наталья Петровна принялась за его благоустройство: построила в селе новую каменную церковь, которая действует до сих пор, винокуренный и конный заводы, вотчинную контору, господский дом с садом, парком, фонтанами (сохранилась одна из привратных сторожек). Также была устроена полотняная фабрика, а позднее — больница и сиротский приют. 
В 1796—1797 годах жители Радогощи участвовали в крестьянском восстании, возглавленном Емельяном Михайловичем Чернодыром (восстание Чернодыра). В селе установлен памятник участникам крестьянского восстания, казнённым в 1797 году.

### XIX — начало XX века
По данным 10-й ревизии 1858 года село принадлежало князю В. Д. Голицыну, внуку Н. П. Голицыной. В то время в Радогощи проживало 822 человека (392 мужского пола и 430 женского). 
В 1861—1920 годах село было административным центром Радогощской волости Севского уезда.
В 1877 году была открыта земская, а в 1893 — церковно-приходская школа. В начале XX века в Радогощи действовали спичечная и трикотажная фабрики, лесопильный завод, маслобойня, валяльные мастерские. В XVIII—XIX века — крупный центр ярмарочной торговли. Ярмарка тут проходила вплоть до революции 1917 года.
В 1897 году в селе проживало 1275 человек (649 мужского пола и 626 женского); всё население исповедовало православие.

### Советское время
Максимальное число жителей села было в 1926 году, тогда здесь проживало 2379 человек. В ходе коллективизации в селе были созданы 3 колхоза: имени 1-го Мая, «Единение» и «Новая Радогощь». В 1933 году они объединились в одну артель — «Новая Радогощь». В 1937 году в Радогощи было 600 дворов. Во время Великой Отечественной войны, с октября 1941 года по август 1943 года, село находилось в зоне немецко-фашистской оккупации. 18 октября 1941 года немцы расстреляли председателя колхоза «Новая Радогощь» Никифора Герасимовича Кашеварова. В середине XX века в Радогощи действовала гидрометеостанция. До муниципальной реформы 2005 года село было центром Радогощского сельсовета, вошедшего в состав Лопандинского сельского поселения.

## Население
| Годы      | 1853 | 1866 | 1877 |
| --------- | ---- | ---- | ---- |
| Население | 841  | 624  | 833  |

| 1897 | 1979 | 2002 | 2010 | 2013 |
| ---- | ---- | ---- | ---- | ---- |
| 1275 | ↘615 | ↘422 | ↗438 | ↘425 |

## Улицы
В селе 3 улицы:
- Набережная
- Цветочная
- Школьная

## Памятники истории и архитектуры
Основная статья: Храм Успения Пресвятой Богородицы
В селе находится действующий храм Успения Пресвятой Богородицы, построенный в 1787 году по указанию владелицы села — княгини Натальи Петровны Голицыной. Является памятником архитектуры федерального значения.

## Персоналии
- Гирин, Дмитрий Андреевич (1921—1973) — Герой Советского Союза, жил в Радогощи в 1945—1973 годах.
- Добрынин, Гавриил Иванович (1752—1824) — писатель.
- Солнцев, Гавриил Ильич (1786—1866) — учёный, ректор Императорского Казанского университета.
- Смирнов, Семён Алексеевич (1819—1911) — врач, «отец русской бальнеологии», организатор общественной медицины в России, ученик Фёдора Ивановича Иноземцева[21].